# Баден-Фредериксен, Николай
Николай Баден-Фредериксен (дат. Nikolai "Futte" Baden Frederiksen; родился 18 мая 2000 года, Оденсе, Дания) — датский футболист, нападающий клуба «Люнгбю».

## Клубная карьера
Баден-Фредериксен — воспитанник клубов «Нэсби» и «Норшелланн». 14 октября 2017 года в матче против «Раннерс» он дебютировал в датской Суперлиге в составе последнего. В этом же поединке Николай забил свой первый гол за «Норшелланн». Летом 2018 года Баден-Фредериксен перешёл в итальянский «Ювентус», подписав контракт на 4 года. Для получения игровой практики Николай начал выступать за молодёжный состав, а в начале 2020 года был отдан в аренду в ситтардскую «Фортуну». 29 февраля в матче против ВВВ-Венло он дебютировал в Эредивизи.
Летом 2020 года Баден-Фредериксен был арендован австрийским «Тиролем». 13 сентября в матче против «Рида» он дебютировал в австрийской Бундеслиге. 19 сентября в поединке против ЛАСКа Николай забил свой первый гол за «Тироль».
Летом 2021 года Баден-Фредериксен перешёл в нидерландский «Витесс», подписав контракт на 3 года. Сумма трансфера составила 1,8 млн. евро. 15 августа в матче против «Зволле» он дебютировал за новую команду. В этом же поединке Николай забил свой первый гол за «Витесс».
31 января 2023 года перешёл на правах аренды в венгерский «Ференцварош».

## Международная карьера
В 2021 году Баден-Фредериксен в составе молодёжной сборной Дании принял участие в молодёжном чемпионате Европы в Венгрии и Словении. На турнире он сыграл в матчах против Франции и Исландии.